# Silicon Valley Bank
Silicon Valley Bank (с англ. — «Банк Кремниевой долины») — американский коммерческий банк, основанный в 1983 году. Входил в состав финансовой группы SVB Financial Group, на него по состоянию на конец 2022 года приходилось 175 млрд из 212 млрд долларов активов группы. Располагался в городе Санта-Клара (штат Калифорния), регулировался Департаментом финансовой протекции и инноваций Калифорнии (DFPI) и входил в Федеральную резервную систему. Банк SVB был лидирующей финансовой организацией США, специализировавшейся на индустрии высоких технологий, и наиболее предпочтительным банком для стартапов с венчурным капиталом. Он занимал 16-е место в списке крупнейших банков США по консолидированным активам, составленном Федеральной резервной системой. Отделения банка были открыты в 13 странах мира и регионах. SVB Financial Group работала в Великобритании, Ирландии, Германии, Израиле, КНР, Гонконге, Индии, Дании, Канаде и островах Кайман. В списке Fortune 1000 за 2021 год группа занимала 613-е место.
10 марта 2023 года после прокатившейся паники банк был признан неплатёжеспособным. Его лицензия была отозвана DFPI, и он перешёл во внешнее управление со стороны Федеральной корпорации по страхованию вкладов. Silicon Valley Bank стал вторым по величине банкротом в истории США после Washington Mutual Bank. Около 85 % вкладов в банке на момент его банкротства не были застрахованы. 12 марта министр финансов США Джанет Йеллен, председатель Федеральной резервной системы Джером Пауэлл и председатель Федеральной корпорации по страхованию вкладов Мартин Грюнберг объявили, что со следующего дня у всех вкладчиков SVB будет восстановлен доступ к депозитам в новом банке. 13 марта начал работу специально учреждённый промежуточный банк под названием Silicon Valley Bridge Bank, N.A., в который и были переведены все активы и вклады SVB. 26 марта Федеральная корпорация по страхованию вкладов сообщила, что активы и депозиты Silicon Valley Bank будут выкуплены финансовым холдингом First Citizens BancShares.

## Основание банка и ранние годы
Основателями банка Silicon Valley Bank являются бывшие менеджеры Bank of America — сотрудник компании Wells Fargo Билл Биггерстафф (англ. Bill Biggerstaff) и преподаватель Стэнфордского университета Роберт Медирис (англ. Robert Medearis). Идея основания пришла к ним во время партии в покер в городе Пахаро-Дюнс (штат Калифорния). Они позвали в свою команду Роджера В. Смита (англ. Roger V. Smith), главу отдела кредитования в сфере high-tech в компании Wells Fargo, и предложили ему должность первого CEO и президента нового банка. Банк был официально основан 17 октября 1983 года как дочернее предприятие Silicon Valley Bancshares (она была основана в апреле 1982 года, с 2005 года называлась SVB Financial Group) при 100 изначальных инвесторах. Среди этих инвесторов были бывший квотербек НФЛ Джим Планкетт и член Палаты представителей США от республиканцев Пит Макклоски. Первый офис банка располагался в городе Сан-Хосе, на Северной 1-й улице (англ. North First Street).
Когда Silicon Valley Bank только появился, в банковской индустрии не было чёткого понимания деятельности стартапов, особенно у тех, у которых не было доходов. Банк структурировал свои кредиты, понимая, что стартапы сразу не выходят в плюс, и управлял рисками на основе своей бизнес-модели. Своих клиентов банк подключил к обширной сети венчурных, юридических и бухгалтерских фирм. Основная стратегия SVB заключалась в сборе вкладов от предприятий, финансируемых благодаря венчурному капиталу. Позже туда стали входить обслуживание и финансирование венчурных капиталистов, а также весь набор услуг, позволявший сохранять клиентов по мере развития их компаний. Изначально основателям стартапов, которым был нужен кредит, приходилось использовать в качестве залога около половины своих акций, но позже ставка кредитования снизилась до 7 %: это привело к снижению интенсивности отказов и росту тенденции от заёмщиков оплачивать кредит ради сохранения контроля над компанией. Банк покрывал убытки, продавая акции заинтересованным инвесторам. Вскоре венчурные фирмы стали включать в список требований к стартапам создавать счета именно в банке Silicon Valley Bank, который, в свою очередь, отдавал предпочтение стартапам, получавшим финансирование от ведущих венчурных компаний, в качестве способа снижения риска — речь шла о компаниях Sequoia Capital, New Enterprise Associates или Kleiner Perkins.
В 1980-е годы банк развивался вместе с местной экономикой в сфере высоких технологий: если в 1985 году чистые убытки составляли 39 тыс. долларов, то к 1991 году он достиг показателей чистой прибыли в размере 12,3 млн долларов. В 1986 году SVB приобрёл местный банк National InterCity Bank в Санта-Кларе. В 1990 году открылся его первый филиал на Восточном побережье, в районе Бостона. Под руководством Роджера Смита банк стал специализироваться на кредитах на недвижимость с высоким риском: в начале 1990-х годов они составляли до 50 % портфеля ценных бумаг банка. Из-за кризиса на рынке недвижимости Калифорнии в 1992 году банк понёс убытки в размере 2,2 млн долларов, а в 1995 году портфель ценных бумаг рухнул до 10 %. В 1993 году Смит занял пост вице-президента банка, а должность CEO занял Джон Дин (англ. John C. Dean). В 1994 году банк начал выдавать кредиты винодельням.

## Последующее развитие

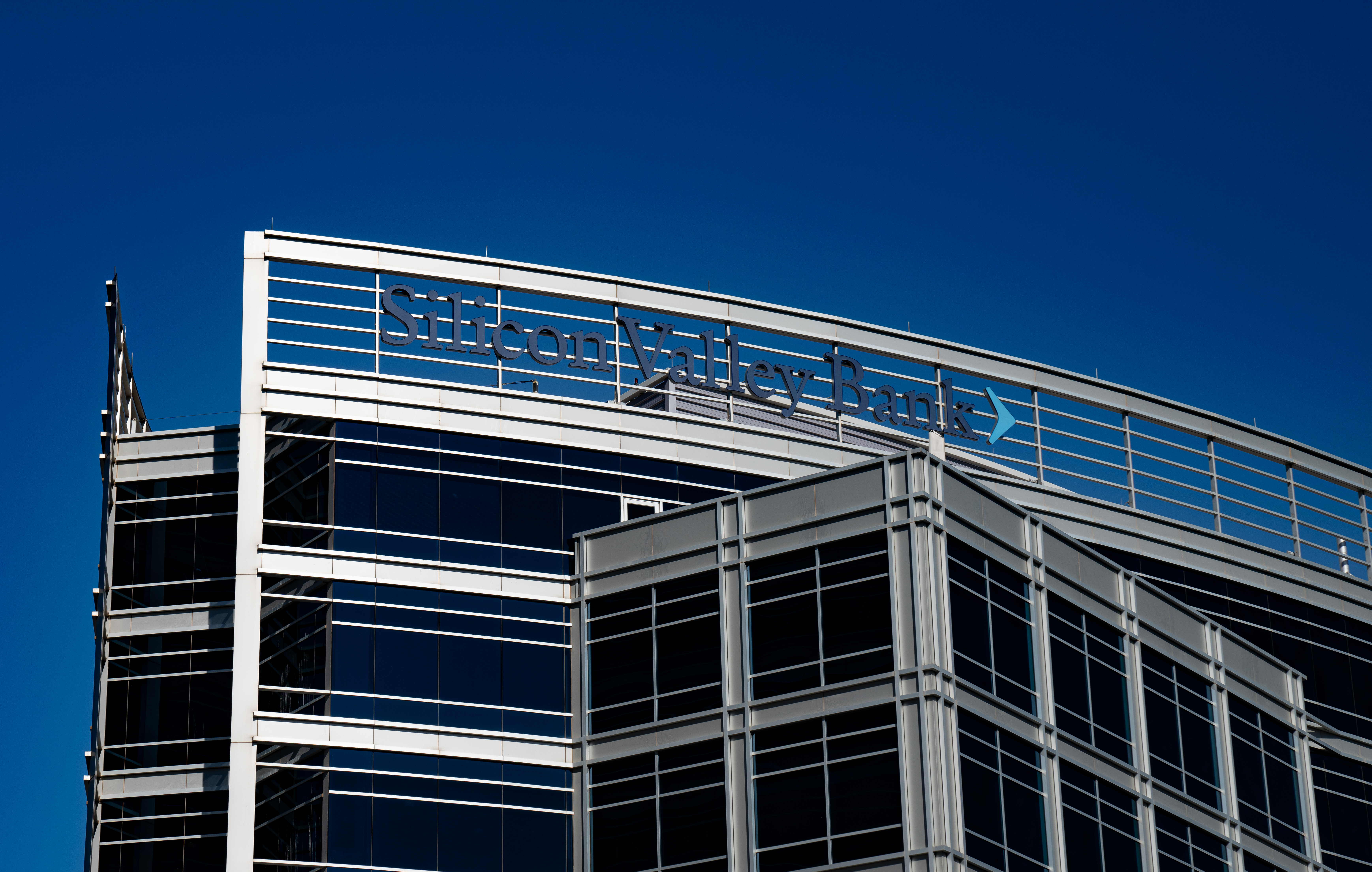
Здание филиала Silicon Valley Bank в городе Темпе, штат Аризона

В 1985 году было открыто отделение в Пало-Альто, в 1986 году — в Санта-Кларе. В 1988 году состоялось первичное размещение акций материнской компании банка. В 1990-е годы во время пузыря доткомов страну захлестнула волна стартапов в области компьютерных технологий, что открыло новые возможности для банка: он был готов выдавать кредит венчурным компаниям, которые ещё не вышли в «плюс». Так, в 1995 году, когда банк переехал из Сан-Хосе в Санта-Клару, среди почти 2 тысяч клиентов Silicon Valley Bank были инноваторы в области компьютерных сетей Cisco Systems и Bay Networks. Цена акций холдинговой компании SVB Financial Group стремительно росла во время пузыря, однако когда он лопнул, акции рухнули на 50 %. В дальнейшем банк продолжал открывать свои филиалы в технологических хабах по всей стране.
В 1999 году холдинговая компания SVB Financial Group была перерегистрирована в штате Делавэр. В 2000 году должность CEO занял Кен Уилкокс (англ. Ken Wilcox), который решил концентрироваться на дальнейшем кредитовании технологических компаний. В 2002 году банк формально начал персональное обслуживание физических лиц, опираясь на свой предыдущий опыт обслуживания богатых венчурных капиталистов и предпринимателей. В 2003 году банк финансировал три важные торговые миссии в Индию (Бангалор и Мумбаи), Израиль (Тель-Авив) и Китай (Шанхай и Пекин), направив туда делегацию из более чем 20 венчурных капиталистов Кремниевой долины для встречи с местными инвесторами, предпринимателями и чиновниками. Это стало предпосылкой к открытию международных филиалов банка SVB. В 2004 году банк объявил о расширении географической зоны своей деятельности, анонсировав открытие филиалов в Бангалоре, Лондоне, Пекине и Израиле.
Во время финансового кризиса 2007—2008 годов финансовая группа SVB Financial Group получила от федерального правительства инвестиции на сумму 235 млн долларов в обмен на привилегированные акции и варранты в соответствии с программой освобождения от проблемных активов — так называемой Troubled Asset Relief Program. В течение двух лет от банка в Казначейство США поступили 10 млн долларов в качестве дивидендов, а затем банк, используя выручку от продажи акций на сумму 300 млн долларов, выкупил обратно долю правительства. С апреля 2011 года должность CEO занимал Грег Беккер. В 2012 году SVB и китайский Shanghai Pudong Development Bank основали в Шанхае банк под названием SPD Silicon Valley Bank, который должен был заниматься венчурным финансированием. Доли компаний в банке делились пополам: SDP Silicon Valley Bank стал первым банком с американскими владельцами, который получил разрешение от китайских финансовых регуляторов вести операции в юанях. SVB также управлял двумя местными юаневыми фондами в шанхайском районе Янпу и вкладывал средства в компанию по гарантированию кредитов из Ханчжоу.
Согласно заявлениям банка от 2015 года, он обслуживал 65 % всех американских стартапов. Его новые предложения на тот момент включали синдицированные кредиты и управление иностранной валютой; также он считался единственной американской финансовой организацией, работавшей со стартапами в сфере виртуальных валют. Во время запуска платформы Atlas от компании Stripe, состоявшегося в феврале 2016 года, SVB являлся финансовым партнёром и оказывал помощь стартапам в процессе регистрации в качестве качестве американских корпораций. В июле 2021 года за 1,2 млрд долларов была куплена Boston Private Financial Holdings, финансовая компания, обслуживающая крупных частных клиентов, её активы составляли 10,5 млрд долларов.
По состоянию на конец 2022 года активы банка составляли 211,8 млрд долларов, из которых 120,1 млрд приходилось на инвестиции в ценные бумаги (в основном ипотечные), 73,6 млрд — на выданные кредиты (в основном кредиты свыше 30 млн в рамках венчурного финансирования компаний в сферах технологий и здравоохранения); около половины выданных кредитов пришлось на штаты Калифорния, Нью-Йорк и Массачусетс. Важное направление деятельности — финансирование винодельческих хозяйств запада США. Принятые депозиты составляли 173,1 млрд долларов.

## Деятельность

### Бизнес-модель
Основными клиентами банка были частные компании и предприниматели из таких сфер, как технологии, науки о жизни, здравоохранение, частное инвестирование, венчурный капитал и элитное виноделие. Банк обладал огромным влиянием в среде стартапов в Индии, а также был готов обслуживать корпорации типа C — корпорации, облагающиеся налогами отдельно от собственников (особенно те, у основателей которых не было номеров социального страхования). Несмотря на венчурное финансирование в качестве основной специальности, Silicon Valley Bank критиковался за использование устаревшего оборудования и отсутствие биометрической аутентификации.
По состоянию на 31 декабря 2022 года около 56 % выдаваемых кредитов составляли кредиты фирмам с венчурным капиталом и частным инвестиционным компаниям, обеспеченные их ограниченными партнёрскими обязательствами и используемые для вложения в частные предприятия. 14 % кредитов, выдаваемых SVB, представляли собой ипотечные кредиты, выдаваемые гражданам с высоким уровнем доходов. 24 % кредитов выдавались компаниям, работающим в сфере технологий и здравоохранения. 9 % от всех кредитов выдавались компаниям, находящимся на ранних и средних стадиях развития.
В феврале 2023 года журнал Forbes поставил банк на 20-е место в рейтинге лучших банков США: рентабельность капитала этого банка составляла 13,8 % по состоянию на 30 сентября 2022 года. На март 2023 года рейтинговое агентство Moody's Investors Service высоко оценивало кредитный портфель банка. Дочерние предприятия Silicon Valley Bank обладали суммарными вкладами на сумму 13,9 млрд долларов США.

### Показатели деятельности
Процентный доход финансовой группы за 2022 год составил 5,67 млрд долларов, из них 3,21 млрд пришлось на проценты по выданным кредитам, 2,11 млрд — на доход от инвестиций в ценные бумаги. Благодаря высокой доле беспроцентных депозитов, процентный расход был невелик — 1,73 млрд долларов. Чистые процентные доходы за год составили 4,07 млрд долларов, не процентные доходы — 1,73 млрд долларов. Более 90 % доходов приходилось на США.
SVB Financial Group по состоянию на 2022 год состояла из 4 подразделений:
- Silicon Valley Bank — коммерческий банк, активы $175,2 млрд, прибыль $3,39 млрд;
- SVB Private — банк по обслуживанию крупных частных клиентов, собственные активы $16,6 млрд, активы под управлением $17,3 млрд, прибыль $132 млн;
- SVB Capital — компания по управлению инвестиционными фондами, ориентированными на венчурное финансирование, собственные активы $942 млн, активы под управлением $9,5 млрд, убыток $180 млн;
- SVB Securities — инвестиционный банк, активы $936 млн, убыток 95 млн.

|                        | 2006  | 2007  | 2008  | 2009  | 2010  | 2011  | 2012  | 2013  | 2014  | 2015  | 2016  | 2017  | 2018  | 2019  | 2020  | 2021  | 2022  |
| ---------------------- | ----- | ----- | ----- | ----- | ----- | ----- | ----- | ----- | ----- | ----- | ----- | ----- | ----- | ----- | ----- | ----- | ----- |
| Выручка                | 0,529 | 0,664 | 0,591 | 0,529 | 0,710 | 0,947 | 0,985 | 1,403 | 1,464 | 1,520 | 1,650 | 2,022 | 2,715 | 3,530 | 4,082 | 6,027 | 7,401 |
| Чистая прибыль         | 0,089 | 0,120 | 0,074 | 0,048 | 0,095 | 0,172 | 0,175 | 0,216 | 0,264 | 0,344 | 0,383 | 0,491 | 0,974 | 1,137 | 1,191 | 1,770 | 1,509 |
| Активы                 | 6,081 | 6,692 | 10,02 | 12,84 | 17,53 | 19,97 | 22,77 | 26,42 | 39,34 | 44,69 | 44,68 | 51,21 | 56,93 | 71,00 | 115,5 | 211,3 | 211,8 |
| Депозиты               | 4,058 | 4,611 | 7,473 | 10,33 | 14,34 | 16,71 | 19,18 | 22,47 | 34,34 | 39,14 | 38,98 | 44,25 | 49,33 | 61,76 | 102,0 | 189,2 | 173,1 |
| - из них беспроцентные | 3,040 | 3,227 | 4,420 | 6,299 | 9,012 | 11,86 | 13,88 | 15,89 | 24,58 | 30,87 | 31,98 | 36,66 | 39,10 | 40,84 | 66,52 | 125,9 | 80,75 |
| Собственный капитал    | 0,629 | 0,677 | 0,991 | 1,128 | 1,274 | 1,569 | 1,831 | 1,966 | 2,818 | 3,198 | 3,643 | 4,180 | 5,116 | 6,470 | 8,220 | 16,24 | 16,00 |

### Географический масштаб

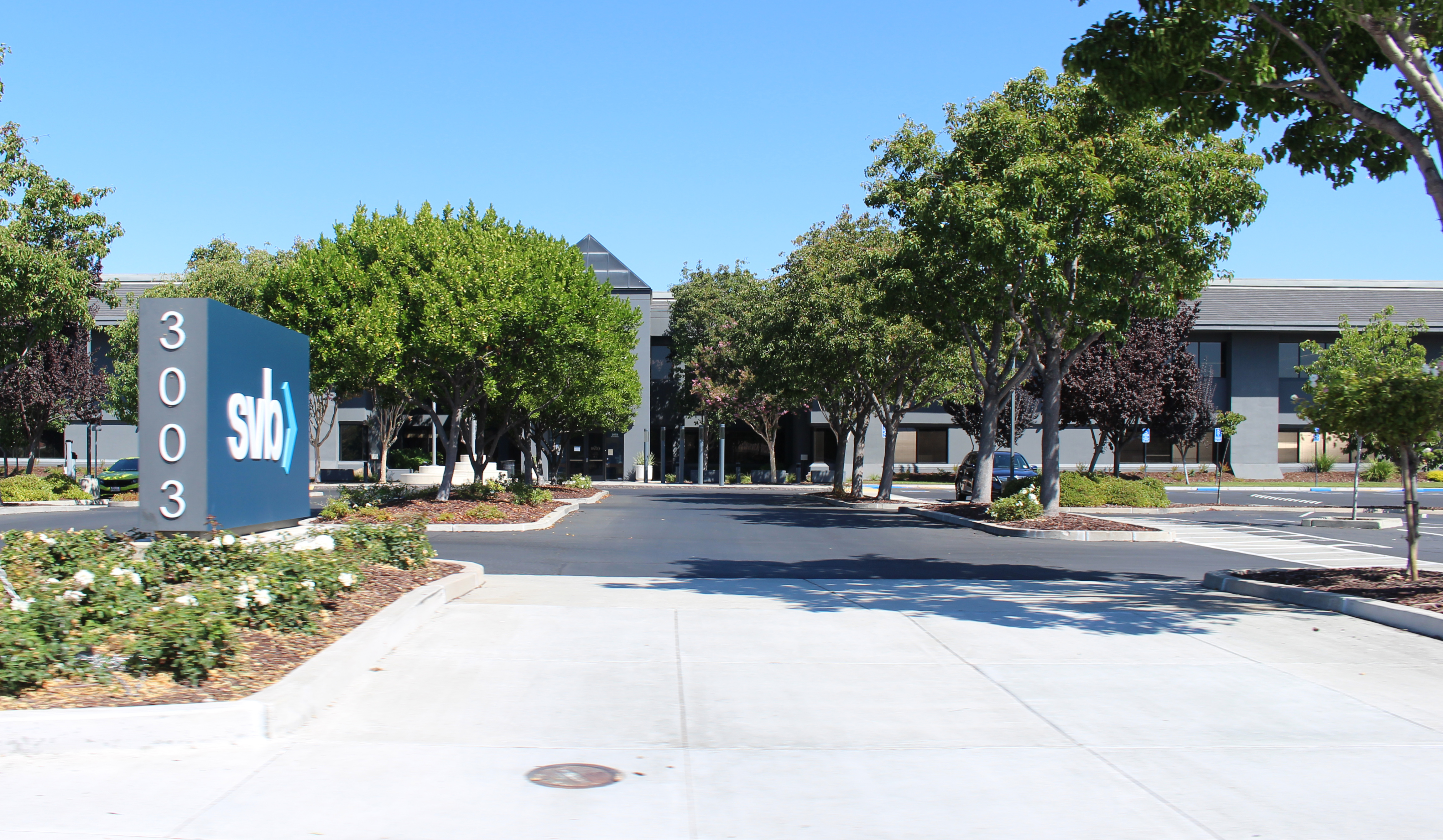
Головной офис Silicon Valley Bank в Санта-Кларе

Управление банком осуществлялось из его головного офиса в городе Санта-Клара (штат Калифорния) и офиса в городе Темпе (штат Аризона). Иностранные филиалы Silicon Valley Bank учреждались финансовой группой SVB Financial Group: они являлись инвестиционными банками, но также оказывали услуги физическим и юридическим лицам. Заграничные филиалы Silicon Valley Bank были расположены в Канаде (Торонто), на Каймановых островах (остров Большой Кайман), Китае (Пекин, Шанхай, Шэньчжэнь), Гонконге, Индии (Бангалор), Ирландии, Израиле (Тель-Авив), Швеции (Стокгольм), Великобритании, Дании (Копенгаген), Германии (Франкфурт-на-Майне) и других странах Европейского союза.
В Санта-Кларе в помещениях площадью 15000 м² располагались штаб-квартира банка и холдинговой компании SVB Financial Group — сам банк долгое время был якорным арендатором комплекса из семи зданий под названием The Quad at Tasman. Срок аренды действовал до 30 сентября 2024 года. В распоряжении банка было 55 офисов, в том числе 17 филиалов в разных штатах США.

### Связи, отношения и сотрудничество
Silicon Valley Bank был включён в структуру банков Федеральной резервной системы, а CEO банка входил также в Совет директоров Федерального резервного банка Сан-Франциско, будучи членом класса A этого Совета. Банк входил в несколько торговых ассоциаций: TechNet, Silicon Valley Leadership Group, Bay Area Council, Tech:NYC, Mid-Size Bank Coalition of America и American Bankers Association. В начале 1990-х банк сотрудничал с индийской некоммерческой наставнической организацией TiE.
В 1995 году SVB основал некоммерческую организацию Silicon Valley Bank Foundation, которая должна была управлять его программами корпоративной социальной ответственности. Организация финансировалась исключительно банком, получив в 1998 году средства на общую сумму 100 тысяч долларов. Банк также выступал спонсором американской женской велогоночной команды EF Education–Tibco–SVB с 2007 года, а в 2015 году его название появилось и в названии команды.
С 2002 года банк предоставил суммарные кредиты и инвестиции на сумму выше 2 млрд долларов разным девелоперам, в том числе кредиты на сумму 1,6 млрд долларов с 2014 года для строительства доступного жилья в Кремниевой долине и Сан-Франциско, а также в Массачусетсе (с момента приобретения в 2021 году банка Boston Private). Некоммерческим организациям в Сан-Матео банк предоставлял свои услуги бесплатно после приобретения Boston Private.

## Критика
Консервативные политические круги США обвиняли банк в навязчивом следовании политике воукизма: в частности, главный риск-менеджер британского филиала Джей Эрсапа (англ. Jay Ersapah) активно продвигала инициативы в поддержку ЛГБТ-сотрудников банка. Дональд Трамп-младший, комментируя банкротство SVB, заявил, что банк разорился потому, что ставил политику воукизма выше традиционного ведения бизнеса.
В июне 2021 года бывший старший вице-президент и директор Silicon Valley Bank Мунир Гад (англ. Mounir Gad) признал себя виновным по двум пунктам обвинения в мошенничестве с ценными бумагами за нарушение законов об инсайдерской торговле в 2015 и 2016 годах. В феврале 2023 года он был приговорен к 15 месяцам тюремного заключения за подделку писем поддержки во время вынесения приговора по предыдущему делу.

## Банкротство
8 марта 2023 года Silicon Valley Bank вынужден был продать со значительным убытком пакет ценных бумаг на 21 млрд долларов (гособлигации США и ипотечные ценные бумаги). В результате в тот же день акции банка упали на 60 %: стоимость одной акции составляла 106 долларов 4 цента по состоянию на 9 марта. По сравнению с максимумом стоимости акций в конце 2021 года падение составило 80 %. Торги этими акциями были немедленно прекращены. 9 марта началась банковская паника, в ходе которой вкладчики SVB попытались вывести, по некоторым оценкам, 42 млрд долларов со своих вкладов. По оценке регулирующих органов за декабрь 2022 года, более 85 % вкладов SVB не были застрахованы.
Ранним утром 10 марта в офис SVB прибыли эксперты ФРС и Федеральной корпорации по страхованию вкладов (FDIC), чтобы заполучить доступ к финансовым средствам компании. Через несколько часов Департамент финансовой протекции и инноваций Калифорнии объявил о немедленном переходе банка во внешнее управление в связи с недостаточной ликвидностью и неплатёжеспособностью.
Принять банк под свой контроль должна была Федеральная корпорации страхования вкладов. По данным инвестора Марка Састера, в тот день вкладчики вывели со своих счетов около 12 млрд долларов, что составляло от 6,5 до 7 % от всех вкладов в банке SVB. Сам банк в тот же день объявил о прекращении платежей, что ознаменовало его банкротство и юридическое прекращение его существования. На момент закрытия банка его рыночная капитализация составляла около 6,3 млрд долларов.
По распоряжению Федеральной корпорации по страхованию вкладов был учреждён Национальный банк страхования вкладов — Национальный банк страхования вкладов Санта-Клары (англ. Deposit Insurance National Bank of Santa Clara), который позволил бы 13 марта открыть филиалы бывшего SVB и восстановить доступ к незастрахованным вкладам. Грег Беккер, занимавший пост CEO в Silicon Valley Bank, вышел из совета директоров Федерального резервного банка Сан-Франциско. 12 марта активы Silicon Valley Bank были выставлены на аукцион: от приобретения активов отказались изначально участвовавшие в торгах PNC Financial Services и RBC Bank, и в итоге активы приобрёл участник, пожелавший остаться неназванным.
Федеральная корпорация по страхованию вкладов отказалась от предложения продать покупателю активы и объявила о намерении провести повторный аукцион с участием более крупных банков, поскольку обозначение системного риска в данном случае позволяло корпорации застраховать все вклады. 13 марта 2023 года корпорация выпустила пресс-релиз, в котором сообщила о переводе активов SVB в новый промежуточный банк под названием Silicon Valley Bridge Bank, N.A., на должность CEO которого был назначен Тим Майопулос. Клиенты SVB, таким образом, автоматически становились клиентами нового банка.
Банкротство SVB стало крупнейшим по размеру активов со времён финансового кризиса 2007—2008 годов и вторым за всю историю США после банкротства банка Washington Mutual. Совместное предприятие SVB и китайского банка Shanghai Pudong Development Bank заявило в лице своего председателя (по совместительству председателя Shanghai Pudong Development Bank), что по состоянию на 11 марта 2023 года деятельность их банка характеризовалась как «надёжная». Правительство Великобритании объявило о разработках экстренных мер помощи британским технологическим компаниям, пострадавшим в результате краха Silicon Valley Bank, и британскому филиалу, который также пострадал в результате банкротства материнской компании. 13 марта 2023 года финансовый холдинг HSBC объявил о покупке за символический 1 фунт стерлингов британского филиала банка под названием Silicon Valley Bank UK Limited, который обслуживал около 3 тыс. клиентов: налогоплательщикам это не должно было ничего стоить, а вкладчикам обещалась полная сохранность их вкладов. 17 марта 2023 года бывший владелец банка, финансовая группа SVB Financial Group заявила о своём банкротстве в соответствии с Главой 11 Кодекса о банкротстве. Под банкротство при этом не попали её дочерние предприятия.
Основной причиной финансовых проблем банка назвали повышение учётной ставки в 2022 году, и, как следствие, падение интереса инвесторов к венчурному финансированию. В 2022 году, по сравнению с 2021 годом, размер выданных кредитов вырос с 65,9 млрд долларов до 73,6 млрд, в то время как размер принятых депозитов сократился со 189,2 млрд до 173,1 млрд; соответственно, банку пришлось брать краткосрочные кредиты, этот показатель вырос с нуля до 13,6 млрд долларов. Из-за повышения процентных ставок и спада роста в технологической отрасли, в которой были сконцентрированы обязательства банка, он начал нести убытки в 2022 году. По состоянию на 31 декабря 2022 года у SVB при учёте в текущих ценах были нереализованные убытки в размере 15 млрд долларов по ценным бумагам, удерживаемым до погашения. По оценке экспертов, в начале марта 2023 года произошло сочетание ряда факторов, среди которых были и плохое управление рисками, и банковская паника, вызванная инвесторами из технологической отрасли — всё это привело к тому, что банк лопнул. Сообщалось, что банковскую панику и все её плачевные последствия могли спровоцировать сообщения в социальных сетях: люди, боявшиеся потери своих вкладов, активно призывали регулирующие органы обеспечить целостность незастрахованных активов. Крах банка Silicon Valley Bank также называют в Forbes «коммуникационным кризисом» (англ. communication crisis).

## Приобретение First Citizens
19 марта 2023 года стало известно, что Федеральная корпорация по страхованию вкладов США не смогла найти покупателя на весь банк целиком, поэтому принято решение продать его по частям. 26 марта было заявлено, что банковский холдинг First Citizens BancShares приобретёт активы и вклады SVB: в частности, банку достанутся активы на сумму 72 млрд долларов со скидкой в размере 16,5 млрд, а также вклады на сумму 56 млрд долларов. При этом 90 млрд долларов в ценных бумагах останутся во владении Федеральной корпорации по страхованию вкладов. Открытие 17 филиалов SVB под брендом First Citizens состоялось 27 марта, а все вкладчики SVB автоматически стали вкладчиками First Citizens.